# Elvin Jones
Elvin Ray Jones (Pontiac, Míchigan; 9 de septiembre de 1927-Englewood, Nueva Jersey; 18 de mayo de 2004) fue uno de los bateristas de jazz más influyentes de la era post-bop. Empezó a mostrar interés por la percusión a temprana edad, cuando observaba marchar a las bandas de los circos en su ciudad natal. Sirvió en el Ejército de los Estados Unidos entre 1946 y 1949 y posteriormente tocó en una banda de Detroit liderada por Billy Mitchell. Jones se mudó a Nueva York en 1955 y trabajó como músico de sesión para Charles Mingus, Teddy Charles, Bud Powell y Miles Davis.
Desde 1960 hasta 1966, Jones fue miembro del cuarteto de John Coltrane y participó en la grabación de álbumes como A Love Supreme. Luego de su trabajo con Coltrane, Jones lideró varios grupos pequeños, algunos bajo el nombre de The Elvin Jones Jazz Machine. Durante su carrera, Jones grabó con sus dos hermanos, los músicos de jazz Thad Jones y Hank Jones. Al final de su carrera, trabajó con artistas jóvenes de jazz, incluyendo a Bill Frisell.

## Biografía

### Primeros años
Jones nació en Pontiac (Míchigan). Desde muy temprana edad sintió fascinación por los tambores. Solía observar las bandas de los circos marchar cerca de su casa cuando era un niño. Guiado por esta pasión, Jones se unió a la banda de marcha de su escuela, donde empezó a desarrollar su conocimiento de los rudimentos. Jones prestó servicio en el Ejército de los Estados Unidos desde 1946 hasta 1949. Regresó a su hogar sin dinero y su hermana le prestó $35 para comprar su primera batería.

### Inicios de su carrera
Jones inició su carrera profesional en 1949, tocando durante un breve periodo de tiempo en el club Grand River Street de Detroit. Llegó a interpretar con artistas como Charlie Parker, Miles Davis y Wardell Gray. En 1955, luego de una fallida audición para la banda de Benny Goodman, encontró trabajo en Nueva York al unirse a la banda de Charles Mingus, con la cual lanzó el álbum J is for Jazz.

### Trabajo con John Coltrane y otros
En 1960, Jones se unió al cuarteto de John Coltrane, del cual también eran miembros el bajista Jimmy Garrison y el pianista McCoy Tyner. La agrupación es reconocida por haber redefinido el swing de la misma manera que Louis Armstrong, Charlie Parker y otros lo hicieron en las primeras etapas del desarrollo del jazz. Jones trabajó con Coltrane hasta 1966. Él no se sentía bien con la nueva dirección de Coltrane y su estilo polirrítmico difería del estilo multidireccional del segundo baterista del grupo, Rashied Ali.
Jones continuó trabajando activamente luego de abandonar el grupo de Coltrane y lideró varias bandas a finales de los años 1960 y los años 1970. Una de las más notables fue el trío formado con el saxofonista Joe Farrell y Jimmy Garrison, con quienes grabó el álbum de Blue Note Records Puttin' It Together. Durante este período, Jones grabó gran cantidad de trabajos con Blue Note Records acompañado de artistas prominentes así como de nuevas promesas. En el álbum de dos volúmenes Live At The Lighthouse, Jones trabajó con Steve Grossman y Dave Liebman, quienes tenían 21 y 26 años, respectivamente. Otros músicos que hicieron contribuciones significativas junto con Jones durante este periodo fueron los saxofonistas Pepper Adams, George Coleman y Frank Foster, el trompetista Lee Morgan, el bajista Gene Perla y la agrupación Oregon.

### Final de su carrera
Jones fue nombrado por la revista Life como el «mejor baterista rítmico del mundo». Su estilo fue influyente en varios bateristas de rock, incluyendo a Mitch Mitchell y Ginger Baker. En 1999, Jones trabajó con Our Lady Peace en el álbum Happiness... Is Not a Fish That You Can Catch, en el cual tocó la batería en la canción «Stealing Babies».

### Muerte
Elvin Jones murió de un fallo cardíaco en Englewood (Nueva Jersey) el 18 de mayo de 2004. Jones estuvo casado en dos ocasiones y tuvo dos hijos: Elvin Nathan y Rose-Marie.

## Discografía

### Como líder
| Año  | Álbum                   | Colíder          | Sello               |
| ---- | ----------------------- | ---------------- | ------------------- |
| 1961 | Together!               | Philly Joe Jones | -                   |
| 1961 | Elvin Jones & Company   | -                | -                   |
| 1961 | Elvin!                  | -                | -                   |
| 1963 | Illumination            | Jimmy Garrison   | Impulse!            |
| 1965 | And Then Again          |                  | Atlantic            |
| 1965 | Dear John C.            | -                | Impulse!            |
| 1967 | Heavy Sounds            | Richard Davis    | Impulse!            |
| 1968 | Puttin' It Together     | -                | Blue Note Records   |
| 1969 | Polycurrents            | -                | Blue Note Records   |
| 1970 | Coalition               | -                | Blue Note Records   |
| 1971 | Genesis                 | -                | Blue Note Records   |
| 1972 | Live At The Light House | -                | Blue Note Records   |
| 1973 | At This Point In Time   | -                | Blue Note Records   |
| 1975 | Mr. Thunder             | -                | East West Records   |
| 1982 | Brother John            | -                | Quicksilver Records |
| 2004 | The Truth               | -                | Half Note           |

### Comosideman
| Año  | Álbum                                        | Líder                         | Sello             |
| ---- | -------------------------------------------- | ----------------------------- | ----------------- |
| 1955 | Blue Moods                                   | Miles Davis                   | Prestige Records  |
| 1956 | Farmer's Market                              | Art Farmer                    | Prestige Records  |
| 1957 | Paul Chambers Quintet                        | Paul Chambers                 | Blue Note Records |
| 1957 | Live at the Village Vanguard                 | Sonny Rollins                 | Blue Note Records |
| 1959 | Sketches of Spain                            | Miles Davis                   | Columbia Records  |
| 1960 | Coltrane Plays the Blues                     | John Coltrane                 | Atlantic Records  |
| 1960 | Coltrane's Sound                             | John Coltrane                 | Atlantic Records  |
| 1960 | My Favorite Things                           | John Coltrane                 | Atlantic Records  |
| 1961 | Olé Coltrane                                 | John Coltrane                 | Atlantic Records  |
| 1961 | Africa/Brass                                 | John Coltrane                 | Impulse!          |
| 1961 | Live at the Village Vanguard                 | John Coltrane                 | Impulse!          |
| 1961 | Into Something                               | Yusef Lateef                  | Prestige Records  |
| 1961 | Motion                                       | Lee Konitz                    | Verve Records     |
| 1962 | Ready For Freddie                            | Freddie Hubbard               | Blue Note Records |
| 1962 | Ballads                                      | John Coltrane                 | Impulse!          |
| 1962 | Coltrane                                     | John Coltrane                 | Impulse!          |
| 1962 | Inception                                    | McCoy Tyner                   | Impulse!          |
| 1963 | Today and Tomorrow                           | McCoy Tyner                   | Impulse!          |
| 1963 | Impressions                                  | John Coltrane                 | Impulse!          |
| 1963 | John Coltrane and Johnny Hartman             | John Coltrane, Johnny Hartman | Impulse!          |
| 1963 | Live at Birdland                             | John Coltrane                 | Impulse!          |
| 1964 | Crescent                                     | John Coltrane                 | Impulse!          |
| 1964 | A Love Supreme                               | John Coltrane                 | Impulse!          |
| 1964 | Judgment!                                    | Andrew Hill                   | Blue Note Records |
| 1964 | Stan Getz and Bill Evans                     | Stan Getz, Bill Evans         | Verve Records     |
| 1964 | Bob Brookmeyer and Friends                   | Bob Brookmeyer                | Verve Records     |
| 1964 | Night Dreamer                                | Wayne Shorter                 | Blue Note Records |
| 1964 | JuJu                                         | Wayne Shorter                 | Blue Note Records |
| 1964 | Speak No Evil                                | Wayne Shorter                 | Blue Note Records |
| 1964 | Plays Duke Ellington                         | McCoy Tyner                   | Impulse!          |
| 1964 | Matador                                      | Grant Green                   | Blue Note Records |
| 1964 | Street of Dreams                             | Grant Green                   | Blue Note Records |
| 1964 | Solid                                        | Grant Green                   | Blue Note Records |
| 1964 | "Talkin' About!"                             | Grant Green                   | Blue Note Records |
| 1964 | In 'N Out                                    | Joe Henderson                 | Blue Note Records |
| 1964 | Inner Urge                                   | Joe Henderson                 | Blue Note Records |
| 1964 | Into Somethin'                               | Larry Young                   | Blue Note Records |
| 1965 | Unity                                        | Larry Young                   | Blue Note Records |
| 1965 | Rip, Rig and Panic                           | Roland Kirk                   | Limelight Records |
| 1965 | I Want to Hold Your Hand                     | Grant Green                   | Blue Note Records |
| 1965 | The John Coltrane Quartet Plays              | John Coltrane                 | Impulse!          |
| 1965 | Transition                                   | John Coltrane                 | Impulse!          |
| 1965 | First Meditations                            | John Coltrane                 | Impulse!          |
| 1965 | Sun Ship                                     | John Coltrane                 | Impulse!          |
| 1965 | Meditations                                  | John Coltrane                 | Impulse!          |
| 1965 | One Down, One Up: Live at the Half Note      | John Coltrane                 | Impulse!          |
| 1966 | Live In Seattle                              | John Coltrane                 | Impulse!          |
| 1966 | East Broadway Rundown                        | Sonny Rollins                 | Impulse!          |
| 1966 | Blue Spirits                                 | Freddie Hubbard               | Blue Note Records |
| 1967 | The Lee Konitz Duets                         | Lee Konitz                    | Milestone Records |
| 1967 | The Real McCoy                               | McCoy Tyner                   | Blue Note Records |
| 1970 | Extensions                                   | McCoy Tyner                   | Blue Note Records |
| 1975 | Trident                                      | McCoy Tyner                   | Milestone Records |
| 1976 | Together                                     | Oregon                        | Vanguard Records  |
| 1982 | Big Jim's Tango                              | Bennie Wallace                | Enja Records      |
| 1987 | But Beautiful                                | Lew Soloff                    | King Records      |
| 1995 | After the Rain                               | John McLaughlin               | Verve Records     |
| 1999 | Jones for Elvin - Volume 1                   | Steve Griggs                  | Hip City Music    |
| 1999 | Jones for Elvin - Volume 2                   | Steve Griggs                  | Hip City Music    |
| 2001 | Bill Frisell with Dave Holland & Elvin Jones | Bill Frisell, Dave Holland    | Nonesuch Records  |